# Written in the Stars
«Written in the Stars» — третий сингл британского рэпера Тайни Темпа, созданный при участии продюсера iSHi. Релиз состоялся в 2010 году на лейбле Parlophone посредством iTunes. Песня дебютировала на 1 месте UK Singles Chart, став для исполнителя вторым синглом, которому это удалось достичь. Недавно песня была выбрана World Wrestling Entertainment (WWE) в качестве главной песни WrestleMania XXVII.

## История создания
«Written in the Stars» была написана Eshraque "iSHi"Mughal, Тайни Темпа, Эриком Тёрнером и Чарли Бернардо, и спродюсирована iSHi. Впервые песня была представлена 17 июня 2010 года выступлением на Sony Ericsson’s Pocket TV, вместе с песней «Frisky».
Песня была выпущена 27 сентября 2010 года, после релиза альбома Disc-Overy 4 октября 2010 года.

## Музыкальное видео
Режиссёром выступил Алекс Херрон, видеоклип был выложен на YouTube 13 августа 2010 года, вместе с 43-секундным трейлером, который был выпущен за 3 дня до этого. Клип был снят в Нью-Йорке.

## Выступления в чартах
13 сентября 2010 года «Written In The Stars» дебютировала в Новой Зеландии на 22 месте, превзойдя «Pass Out», которая стартовала с 33 позиции в марте 2010 года. Позже композиция смогла достичь 16 места. В Швейцарии песня стартовала с 71 места 26 сентября 2010 года, оказавшись для Темпа первым синглом, попавшим в местные чарты.
3 октября 2010 года «Written in the Stars» оказалась на 1 месте в UK Singles Chart и UK R&B Chart. «Written in the Stars» разошлась тиражом в 115 000 копий за первую неделю, уступив по объёму только песням California Gurls Кэти Перри (124,000) и Everybody Hurts Helping Haiti (около 450 000).
В European Hot 100 песня стартовала с 5 позиции, став лучшим дебютом недели.
В январе 2011 года сингл достигнул 34 места, получив золотой статус в Австралии.
Песня стала дебютной для Тайни Темпа в Billboard Hot 100, дебютировав на 91 месте, и достигнув 52.

## Список композиций
- Цифровая дистрибуция[7]

1. «Written in the Stars» (альбомная версия) — 3:40
2. «Written in the Stars» (инструментал) — 3:39
3. «Written in the Stars» (The Arcade Southside Remix при участии Taio Cruz) — 3:33

## Чарты
| Чарт (2010-11)                             | Наивысшее место |
| ------------------------------------------ | --------------- |
| ARIA                                       | 34              |
| Бельгия/Фландрия (Ultratip Bubbling Under) | 5               |
| Бельгия/Валлония (Ultratip Bubbling Under) | 9               |
| Чехия (Rádio — Top 100)                    | 3               |
| Дания (Tracklisten)                        | 18              |
| European Hot 100 Singles                   | 5               |
| Финляндия (Suomen virallinen lista)        | 7               |
| Германия (GfK)                             | 83              |
| Ирландия (IRMA)                            | 1               |
| Нидерланды (Single Top 100)                | 33              |
| Новая Зеландия (Recorded Music NZ)         | 13              |
| Норвегия (VG-lista)                        | 2               |
| Romanian Top 100                           | 10              |
| Словакия (Rádio — Top 100)                 | 12              |
| Швеция (Sverigetopplistan)                 | 10              |
| Швейцария (Schweizer Hitparade)            | 50              |
| Великобритания (OCC UK Hip Hop/R&B)        | 1               |
| Великобритания (OCC UK Singles)            | 1               |
| Billboard Hot 100 (Billboard)              | 52              |
| Pop Songs (Billboard)                      | 24              |
| Heatseekers Songs (Billboard)              | 1               |
| Canadian Hot 100                           | 65              |

| Чарт (2010)                              | Место |
| ---------------------------------------- | ----- |
| UK Singles (The Official Charts Company) | 31    |

| Страна         | Источник | Статус  | Тираж   |
| -------------- | -------- | ------- | ------- |
| Австралия      | ARIA     | Золотой | 35,000+ |
| Новая Зеландия | RIANZ    | Золотой | 7,500+  |

## История релиза
| Регион         | Дата                  | Формат               | Лейбл                         |
| -------------- | --------------------- | -------------------- | ----------------------------- |
| Швейцария      | 19 сентября 2010 года | Цифровая дистрибуция | Parlophone / DL Records, Ltd. |
| Великобритания | 24 сентября 2010 года | Цифровая дистрибуция | Parlophone / DL Records, Ltd. |